# Відпускна грамота
Відпускна грамота (також Відпускний лист, представницька грамота, мирна грамота) - християнський церковний документ, що видається архієреєм клірику при переході в іншу єпархію. Клірику, який хоче перейти, необхідно приносити з собою дві грамоти, представницьку та відпускну, щоб першою міг скористатися для доказу "здорового способу мислення щодо християнської віри і бездоганності життя", а також священицького ступеня, який належить йому, а другою для того, щоб можна було безперешкодно священнодіяти в іншій церкві, або навіть зарахувати себе до її кліру. 
- Представницькі грамоти даються клірикам, що переміщається в інше місто, від висвячених їх єпископів і сповіщають або про свій сан, або про те, що вони шанують християнську віру, або свідчать про те, що на них було порушено звинувачення або наклеп, але вони виявилися невинними . І мирянам, які зазнали відлучення і відходять в чужу країну, даються грамоти, які сповіщають єпископа тієї країни про те, що вони вже звільнились від епітимії.
- Відпускні грамоти свідчать, що єпископу або клірику дозволяється переміщення,  за згодою архієрея, безперешкодно звершувати богослужіння.

Канонічне право християнської церкви з найдавніших часів наказувало приймати в єпархію кліриків з інших місць не інакше, як за наявності у них спеціальних документів від єпископа їх колишньої єпархій. Так, Апостольські правила говорять про представницьких грамотах, а 17 правило VI Вселенського (Трульського) собору (691 рік) передбачає для подібних випадків грамоти звільнювальні, наказуючи, в разі прийняття без таких документів, накладати кару (позбавленню сану) і самого прийнятого клірика, і єпископа який прийняв його. 
На Русі подібні документи були відомі під ім'ям відпускних грамот і видавалася архієреєм, за що єпископу платили особливе мито, скасоване в 1765 році . Міграція духовенства в Стародавній Русі була звичайним явищем з огляду на погане матеріальне утримання в деяких місцях. У зв'язку з цим отримання відпускних грамот було поширеним явищем, деякі священнослужителі мігрували і без наявності відпускних грамот, що є порушенням канонічних норм. З огляду на ці зловживання, Віленський собор західноруської митрополії (1509) і Стоглавий собор Московської митрополії (1551) підтвердили обов'язковість наявності відпускних грамот. Відповідно до Стоглавого соборк, наявність у прийшлих священнослужителів відпускних грамот повинні були перевіряти попівські старости, благочинні і архієрейські тівуни. 
Якщо до Петра І на Русі у відпускній грамоті прямо вказувався дозвіл священнослужителям відправлятися в усі єпархії, в які побажають, і священнодіяти всюди, де їм дозволять місцева церковна влада, то в Синодальний період обговорювався перехід в конкретну єпархію, а часто і на певну посаду. Причому такий перехід відбувався з відома Синоду.   

## Канони
33-тє правило святих Апостолів заповідає -  "єпископів що прийшли з іншої країни й інших кліриків аж ніяк не приймати в спілкування без представницьких грамот. Але якби і принесли з собою такі, і тоді не без дослідження мати спілкування з ними; бо траплялося іноді, що деякі клірики, які грішать у вірі, брали, на спокусу багатьом, представницькі грамоти від деяких єпископів які можливо не знали про приховану в них згубну оману щодо догматів; бо ми знаємо, що багато таких грамот є підробкою: Через це з багатьма віруючими траплялося велике нещастя, а невіруючим випадала на частку блискуча доля. Отже, якщо виявляться безсумніву християнином, дати їм спілкування, а якщо ні, відсилати, подавши їм необхідне, щоб не накликати на себе звинувачення у скупості".
13  правило IV Вселенського собору і 7-е Антіохійського собору постановляють, щоб чужі і невідомі клірики не служили без представницьких грамот їх власного єпископа.
32 правило Карфагенського собору не дозволяє єпископу відправлятися в далеку морську подорож хіба за загальним дозволом єпископів області, а переважно за встановленою і скріпленою печаттю на грамоті першого на соборі патріарха або митрополита, яка дається тим, до кого він відправляється і тим, хто клопоче за нього.
А 71-е (82-е правило) Карфагенського собору не дозволяє єпископу відходити і до іншої, підпорядкованої йому, більш прибуткової церкви в своїй же єпархії і довго перебувати там, залишаючи попередню церкву, нехтуючи даними їй "спасительними обіцянками" і даючи перевагу власній вигоді ніж спасінню людей.
21-е правило Анкірського собору визначає, щоб єпископ не переходив із своєї єпархії в іншу, ні по самовільному вторгненні, ні по насильству від народу, ні з примусу від єпископів, але щоб перебував у тій, яку прийняв від Бога в жереб собі віддавна, і не переміщався.